# Thomas Furer
Thomas Furer (født 16. maj 1982) er en schweizisk håndboldspiller.
Fuhrer spillede i 2002 for den schweiziske håndboldklub Wacker Thun. I 2008 sluttede den 193 cm høje håndboldspiller til den danske førstedivisions-klub Viborg HK. Efter at have spillet en sæson i Danmark, afbrød han midlertidigt karrieren på grund af hans planlagte uddannelse. Han kom tilbage i sæsonen 2011/12 hvor det lykkedes ham at spille for 70 kampe Schweiz. Derudover, spillede han også igen for den schweiziske klub BSV Bern Muri.